# Palazzo di Oviedo
Il Palazzo di Oviedo (ufficialmente in spagnolo Palacio de Exposiciones y Congresos Ciudad de Oviedo) è un edificio utilizzato come centro congressi polifunzionale che si trova nell'omonima città spagnola.
Opera dell'architetto valenciano Santiago Calatrava, ospita vari congressi ed eventi durante tutto l'anno, nonché un centro commerciale aperto già nel 2008.
L'edificazione è iniziata nel 2003 e, dopo una temporanea interruzione della costruzione a causa della crisi economica, è ripresa nell'aprile 2010 per poi essere aperto nel 2011. Il costo finale dell'opera ammonta a 79 milioni di euro.